# Regencia británica

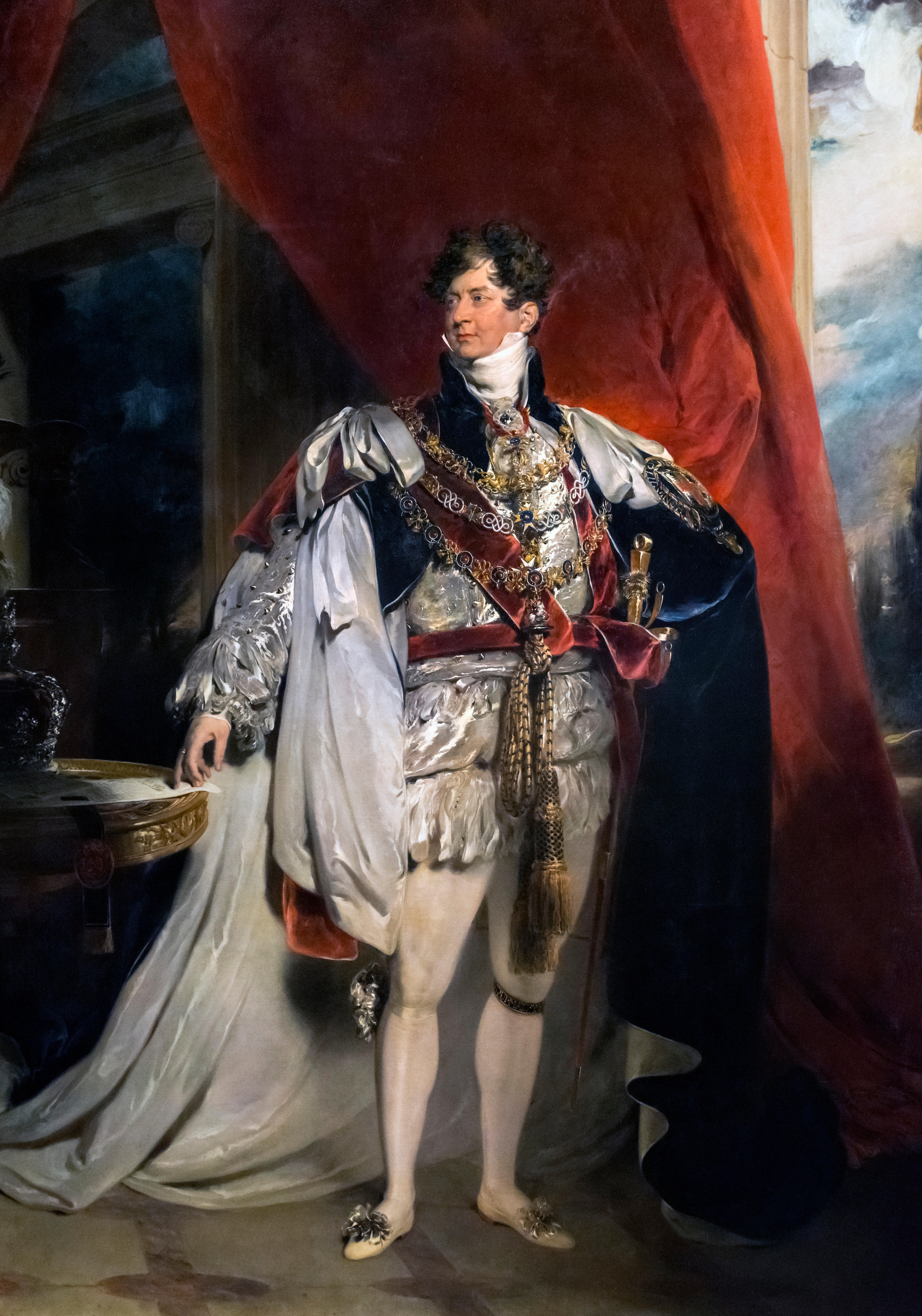
Jorge, Príncipe Regente del Reino Unido y heredero al trono británico, retratado por Thomas Lawrence.

El Período Regencia en el Reino Unido es el período entre 1811 y 1820, cuando el rey Jorge III fue considerado no apto para gobernar y su hijo, el príncipe de Gales, fue reconocido como príncipe regente. El término a menudo se aplica a los años comprendidos entre 1795 y 1837, una época caracterizada por modas distintas, la política y la cultura. En este sentido, puede ser considerado como un período de transición entre las épocas georgiana y victoriana.

## Tendencias artísticas
- Estilo de la Regencia
- Moda de la Regencia
- Bailes de la Regencia
- Novelas de la Regencia

## Lugares famosos
- Almack's
- Royal Pavilion
- Carlton House
- Brooks's
- White's
- Jardines de Vauxhall
- Jardines Ranelagh
- El Pantheon
- Tattersalls
- Teatro Her Majesty
- Little Theatre, Haymarket
- Drury Lane
- Jardín Convent
- Plaza St George Hanover
- Anfiteatro Astley

## Personajes famosos
- Jane Austen
- Beau Brummell
- Lord Byron
- Robert Stewart
- Arthur Wellesley
- Charles Lamb
- Sarah Villiers, Condesa de Jersey
- Lady Caroline Lamb
- Princesa Dorothea Lieven
- Marguerite Gardiner
- Samuel Taylor Coleridge
- John Keats
- Percy Bysshe Shelley
- Walter Scott
- William Wordsworth
- William Hazlitt
- Sir Thomas Lawrence
- J.M.W. Turner
- Thomas Raikes
- John Nash
- Thomas de Quincey
- Emma, Lady Hamilton
- Mary Shelley

## Grupos de la Regencia
Baers California, USA; The Bay Area English Regency Society Regency dance, Balls, Parties

Peers California, USA; Historic Events, Dance

The Elegant Arts Society New York, USA; Historic Dance, Balls

Oregon Regency Society Oregon, USA; Regency Dance, Balls, Parties, Readings, Teas, Gatherings, Costume Workshops

Earthly Delights Australia; Regency Dancing, costume display, reenactment, Balls, Parties, Teas, gatherings

Arizona Regency Society Arizona, USA; Regency Dance, Balls, Parties, Readings, Teas, Gatherings, Costume Workshops

Friends of the English Regency Regency Dance, Balls, Parties

Green Ginger~Regency Dance, UK Historic Dance, Music, Balls, Parties

The Regency Society of America Nationwide, umbrella organization for all Regency-related groups.
- Datos: Q25861
- Multimedia: Regency era / Q25861